# Zeche Prinz Kater
Die Zeche Prinz Kater war ein Steinkohlenbergwerk in Bochum-Brenschede. Das Bergwerk war auch unter den Namen Zeche Prinz Cater, Zeche Prinz Katter und Zeche Printz Kater bekannt. Es befand sich am tiefsten Punkt der heutigen Stiepeler Straße.

## Geschichte

### Die Anfänge
In den Jahren 1733 bis 1734 wurde im Krucks Siepen, im Bereich der heutigen Straße Am Schußholz Ecke Stiepeler Straße, das Stollenmundloch angelegt. Anschließend wurde der Stollen in östlicher Richtung aufgefahren. Im Verlauf der Stollenauffahrung wurden mit dem Stollen drei Flöze aufgeschlossen. Zwei der Flöze waren bauwürdig, ein Flöz war nicht bauwürdig. Am 3. Juni des Jahres 1735 erfolgte die allgemeine Verleihung. Die Verleihung erfolgte für den späteren Bereich der Felder Vereinigte Neue Mißgunst Nr. I und Vereinigte Neue Mißgunst Nr. II. Ab dem Jahr 1737 war die Zeche Prinz Kater in Betrieb. Das Bergwerk wurde aber danach wieder stillgelegt, denn in den Unterlagen des Bergamtes war der Vermerk „liegt stille“ eingetragen. Ab dem Jahr 1754 war das Bergwerk wieder für mehrere Jahre in Betrieb. Im Jahr 1754 waren acht Bergleute auf dem Bergwerk beschäftigt. Gemäß der Niemeyerschen Karte fand der Abbau im Flöz Dickebäcker Bank statt. In den Jahren 1754 und 1755 war das Bergwerk weiterhin in Betrieb. Als Schichtmeister war Everhard Floor auf dem Bergwerk tätig. Als Gewerken waren Schrepping et Consorten eingetragen.

### Der weitere Ausbau und Betrieb
Im Jahr 1760 wurde in der Nähe des ersten Stollens ein zweiter Stollen angesetzt. Dieser Stollen wurde ein wenig tiefer, östlich der Stiepeler Straße, im sogenannten Siepen angesetzt. Der Stollen befand sich 150 Meter westlich des „Alten Stolln“. Mit diesem neuen Stollen wurden während der Auffahrung insgesamt sieben weitere Flöze aufgeschlossen. Es waren dies die Flöze Eberhardine, Prinz Cater Nr. 1 bis Nr. 5 und ein nicht benanntes Flöz. In den Jahren 1762 und 1763 war das Bergwerk in Ausbeute. Am 21. Oktober des Jahres 1765 wurde eine Mutung auf das Flöz Prinz Cater Nr. 2 eingelegt. Als Muter trat Johann Heinrich Espey auf. Im Jahr 1768 war das Bergwerk außer Betrieb. Am 23. Oktober desselben Jahres wurde das Feld vermessen. Anschließend wurde die Abbaurechte für das Flöz Prinz Cater Nr. 2 verliehen. Das Feld hatte eine Länge von 615 Metern. In diesem Jahr waren zwei Förderschächte vorhanden. Im Jahr 1769 war das Bergwerk wieder in Betrieb. Im Jahr 1775 wurde das Bergwerk in den Unterlagen des Bergamtes lediglich erwähnt, Angaben über einen Betrieb wurden aber nicht gemacht. Im Jahr 1783 wurde das Längenfeld Eberhardine durch den Prinz-Kater-Stolln aufgeschlossen. In diesem Jahr wurde das Bergwerk zum zweiten Mal vermessen.

### Die letzten Jahre bis zur Konsolidation
Am 17. Juni des Jahres 1784 wurde das Bergwerk durch den Leiter des märkischen Bergreviers, den Freiherrn vom Stein, befahren. Das Bergwerk war zum Zeitpunkt der Befahrung in Betrieb. Es hatte zu diesem Zeitpunkt seinen letzten Schacht im Grubenfeld in Betrieb und erreichte nun die Markscheide. Vom Stein machte in seinem Protokoll Angaben über den Zustand und die Leistung des Bergwerks. Er vermerkte insbesondere, dass sich die Laufzeit dieses Bergwerks dem Ende nahen würde und es nach der Stilllegung solange nicht mehr betrieben werden könne, bis das Grubenfeld durch den Glücksburger Stollen gelöst würde. Ab dem Jahr 1785 und in den darauffolgenden Jahren wurde auf dem Bergwerk nur noch geringfügig Abbau betrieben. Im Jahr 1790 wurde der Betrieb auf dem Bergwerk eingestellt, der Stollen verfiel im Laufe der folgenden Jahre. Am 16. April des Jahres 1812 konsolidierte die Zeche Prinz Kater mit den Zechen Neue Mißgunst & Unvermuthetglück und Patriarch zur Zeche Vereinigte Neue Mißgunst.